# Kısır

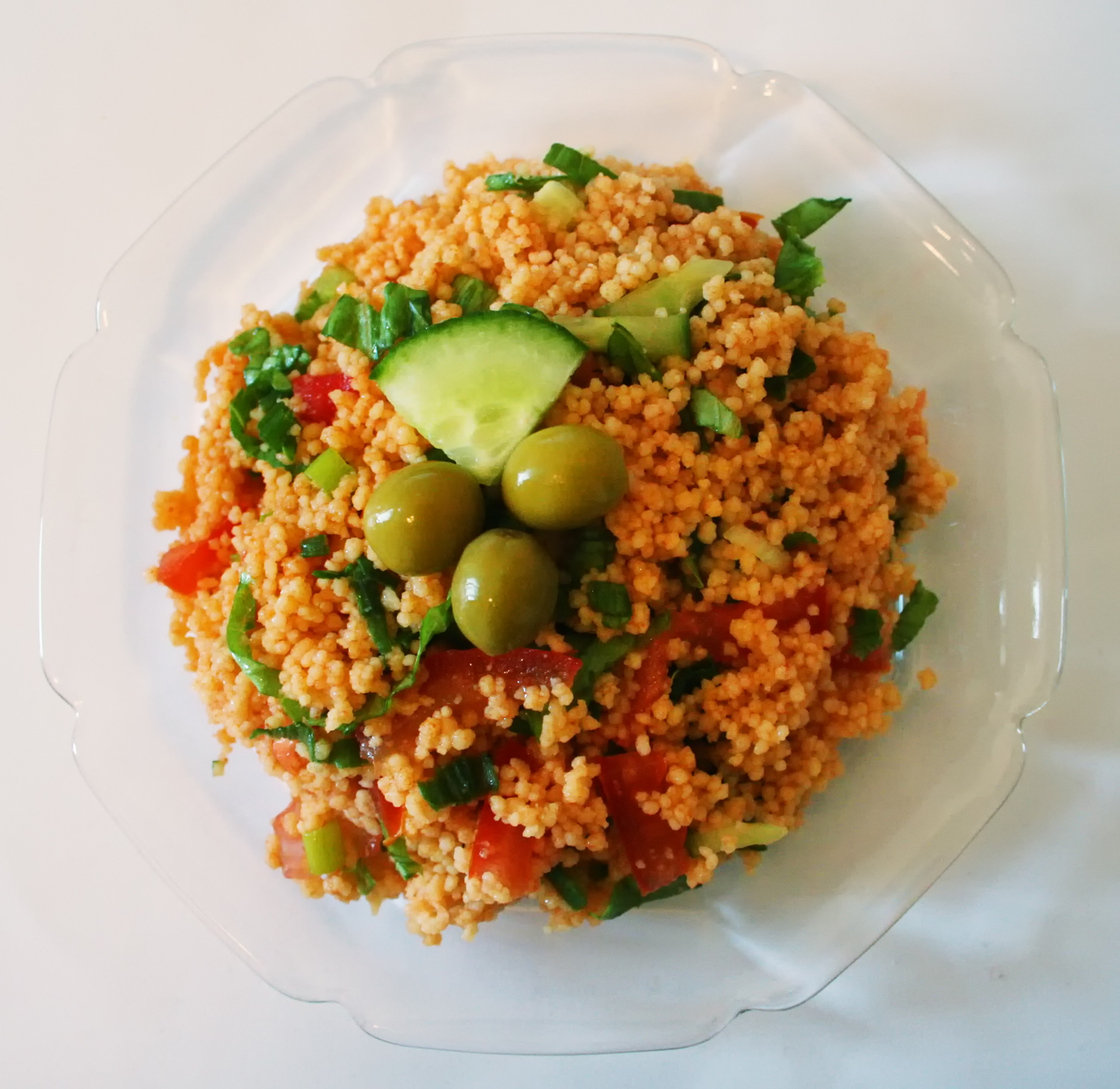
Kisir (Bulgursalat)

Kısır ist ein Gericht aus der  türkischen Küche. Es besteht hauptsächlich aus feinem Bulgur und wird deswegen auch als Bulgursalat bezeichnet. Kısır ist die türkische Variante des arabischen Taboulé.

## Zubereitung
Für die Zubereitung von Kısır werden feiner Bulgur und zerkleinerte Frühlingszwiebeln, Tomaten, Petersilie und Minze sowie Olivenöl, Zitronensaft, Tomatenmark, Paprikamark und Gewürze wie Salz, Pfeffer und Paprikapulver benötigt. Der Bulgur wird in heißem Wasser etwa 20 Minuten eingeweicht und dann mit den restlichen Zutaten vermengt.
Angeboten wird das kalte Gericht als Vorspeise, Hauptspeise oder Beilage. Kısır wird meist mit Salatblättern, Gurken und Tomaten serviert.